# La Paloma (EP, 1963)
La Paloma ist das 28. Extended-Play-Album des österreichischen Schlagersängers Freddy Quinn, das 1963 im Musiklabel Polydor (Nummer 60 133) in Frankreich veröffentlicht wurde. Der Vertrieb geschah unter der Rechteverwerterin Bureau International de l’Edition Mecanique.

## Schallplattenhülle
Auf der Schallplattenhülle ist Freddy Quinn in Profilansicht zu sehen. Den größten Teil der Hülle nimmt sein Kopf ein, vom blauen Hemd ist nur am unteren Ende der schulterbedeckende Teil zu sehen. Die auf der Platte vorhandenen Titel sind allesamt auf der Vorderseite in Versalien angeführt.

## Musik
La Paloma ist eine Komposition des spanisch-baskischen Komponisten Sebastián de Yradier (1809–1865), von dem die älteste vorhandene Tonaufnahme ungefähr um 1880 entstand. Quinn veröffentlichte dieses Lied im Lauf seiner Karriere auf zahlreichen Tonträgern, erstmals 1961. Insgesamt gibt es über 400 Coverversionen.
Wer das vergisst ist ein Schlager, den Freddy Quinn erstmals 1957 veröffentlichte. Es wurde von Lotar Olias und Peter Moesser geschrieben.
Heimweh ist die deutsche Coverversion von Mindy Carsons Lied Memories Are Made of This, das im Englischen vor allem durch Dean Martin bekannt wurde. Dieses Lied veröffentlichte Quinn erstmals im Jahr 1956.
Rosalie ist ein Schlager Quinns aus dem Jahr 1956, der von Lotar Olias und Peter Moesser geschrieben wurde.
Alle vier Stücke waren zuvor als Single veröffentlicht worden.

## Titelliste
Das Album beinhaltet folgende vier Titel:
- Seite 1

1. La Paloma
2. Wer das vergisst

- Seite 2

1. Heimweh
2. Rosalie